# Чупов, Алексей Владимирович
Алексе́й Влади́мирович Чу́пов (род. 29 мая 1973 года) — российский кинорежиссёр, сценарист и продюсер, в прошлом — телевизионный журналист.

## Биография
Алексей Чупов родился 29 мая 1973 года в Москве.
Несколько месяцев 1992 года учился по программе обмена в университете Wake Forest (Северная Каролина, США). Изучал историю мирового кинематографа, прошёл курс написания журналистских статей.
В 1993 году начал сотрудничать с МТК как корреспондент в программах «Московский телетайп», «Добрый вечер, Москва». С 1995 года по 1997 год — корреспондент и один из ведущих программы «Московский телетайп».
В 1995 году окончил международное отделение факультета журналистики МГУ имени М. В. Ломоносова.
С июня 1997 года по январь 2000 года работал специальным корреспондентом информационных выпусков телеканала «ТВ Центр». Специализация — освещение деятельности правительства Москвы и мэра столицы. Сопровождал Юрия Лужкова в его визитах в США, Великобританию, Японию, Израиль и Германию. В начале 1998 года освещал выборы в Верховный Совет Крыма. В мае того же года по программе TASIS проходил стажировку в Италии и Бельгии. В августе 1998 года взял интервью у гастролирующих в Москве The Rolling Stones.
В 2000 году был ведущим программы «Телевидение специального назначения» (Телеспецназ) на РТР.
С октября по декабрь 2000 года вместе с коллегой по «Телеспецназу» Сергеем Агеевым работал в команде действующего главы Псковской области Евгения Михайлова в ходе его избирательной кампании по выборам губернатора. Был автором и ведущим программ «Псковское око» и «Псков-скандал» на ГТРК «Псков».
С 2006 года по 2009 год — директор по специальным проектам PR-агентства «Production Ru Communication Group».
В 2008 году дополнительно окончил курс повышения квалификации сценаристов и режиссёров Александра Митты.
Дебютировал в кино как режиссёр в 2013 году с драмой «Интимные места», написанной и снятой в соавторстве с Натальей Меркуловой. Картина была отмечена наградой за «Лучший дебют» и «Лучшую женскую роль» и дипломом Гильдии киноведов и кинокритиков России на фестивале «Кинотавр» (Сочи, Россия), а также специальным призом жюри на международном кинофестивале Black Nights (Таллин, Эстония). Фильм «Интимные места» также вошёл в официальную программу международных кинофестивалей в Карловых Варах (Чехия), Пусане (Южная Корея), Гётеборге (Швеция), фестивалей «Листопад» (Минск, Беларусь), «Золотой абрикос» (Ереван, Армения), «Меридианы Тихого» (Владивосток, Россия) и многих других.
В 2016 году Наталья Меркулова и Алексей Чупов сняли свой первый телесериал «Кризис нежного возраста» для российского телеканала «ТНТ».
В 2017—2018 гг. на киноэкраны вышла трилогия «Гоголь» c Александром Петровым в главной роли, снятая по сценарию Натальи Меркуловой и Алексея Чупова. Права на его онлайн-показ приобрёл видеосервис Amazon Prime Video.
Алексей Чупов является соавтором сценария к космической драме «Салют-7», удостоенной двух премий «Золотой орёл» за «Лучший фильм» и «Лучший монтаж».
В 2018 году драма «Человек, который удивил всех» участвовала в основной программе международного кинофестиваля в Венеции, где была удостоена приза за лучшую женскую роль, в Пусане (Южная Корея), Гётеборге (Швеция), Роттердаме (Нидерланды), Сиэтле (США) и многих других. Фильм был удостоен двух премий «Ника»: за лучшую мужскую роль и лучшую мужскую роль второго плана.
В 2020 году одновременно на телеканале «ТНТ» и видеоплатформе PREMIER состоялась премьера новой работы дуэта — триллера «Колл-центр», отмеченного призом за лучший сценарий на фестивале «Пилот» (Иваново, Россия).

## Фильмография
Режиссёр
- 2013 — Интимные места[7]
- 2016 — Кризис нежного возраста
- 2017 — Про любовь. Только для взрослых
- 2018 — Человек, который удивил всех
- 2020 — Колл-центр[8]
- 2021 — Капитан Волконогов бежал

Сценарист
- 2008 — Вконтакте с одноклассниками
- 2009—2010 — Спальный район
- 2013 — Тайны Первой мировой (документальный сериал по заказу телеканала «Россия-1»)[9]
- 2013 — Интимные места
- 2017 — Яна+Янко
- 2017 — Гоголь. Начало
- 2017 — Про любовь. Только для взрослых
- 2017 — Салют-7
- 2018 — Гоголь
- 2018 — Гоголь. Вий
- 2018 — Гоголь. Страшная месть
- 2018 — Человек, который удивил всех
- 2020 — Колл-центр
- 2021 — Капитан Волконогов бежал

Актёр
- 2013 — Интимные места — Сергей

Продюсер
- 2015 — Лестница Родченко (короткометражный фильм)

## Награды и призы
- 2013 — XXIV Открытый Российский кинофестиваль «Кинотавр» в Сочи («Интимные места»)[10][11]:
  - Приз «За лучший дебют»,
  - Диплом Гильдии киноведов и кинокритиков.
- 2018 — Кинофестиваль российского кино в Онфлёре: гран-при за фильм «Человек, который удивил всех»
- 2018 — Приз Федерации киноклубов России за лучший фильм 2018 года («Человек, который удивил всех»)
- 2019 — Международный фестиваль Zinegoak в Бильбао, Испания: гран-при за фильм «Человек, который удивил всех»
- 2019 — Фестиваля Crossing Europe в Линце, Австрия; премия за лучший игровой фильм («Человек, который удивил всех»)
- 2019 — Международный кинофестиваль в Уругвае: гран-при за фильм «Человек, который удивил всех»
- 2019 — Кинофестивале в Al Este de Lima в Перу: гран-при за фильм «Человек, который удивил всех»
- 2019 — Международный кинофестиваль Kinenova в Скопье, Северная Македония: приз за лучший сценарий («Человек, который удивил всех»)
- 2019 — Международная кинематографическая премия «Восток — Запад. Золотая арка»: приз за лучший сценарий («Человек, который удивил всех»)
- 2019 — Фестиваль сериалов «Пилот», Иваново: приз за лучший сценарий (сериал «Колл-центр»)
- 2021 — Фестиваль «Кинотавр»: приз им. Григория Горина за лучший сценарий за фильм «Капитан Волконогов бежал» (совместно с Н. Меркуловой)[12]
- 2021 — Премия «Золотой Единорог»:
  - за лучший фильм — «Капитан Волконогов бежал» (совместно с Н. Меркуловой)
  - за лучший сценарий — «Капитан Волконогов бежал» (совместно с Н. Меркуловой)[13]